# Rui Mário Gonçalves
Rui Mário Gonçalves (Abragão, Penafiel, 12 de outubro de 1934 — Lisboa, 2 de maio de 2014) foi um professor, crítico e historiador de arte português.

## Biografia / Obra
Irmão de Eurico Gonçalves. Licenciado em Ciências Físico-Químicas pela Universidade de Lisboa, Rui Mário Gonçalves interessou-se desde muito cedo pelas artes plásticas, tendo promovido, no âmbito das associações académicas, diversas exposições didáticas e exposições coletivas de artistas portugueses, entre as quais a Primeira Retrospetiva da Pintura Não-Figurativa Portuguesa (1958).
Iniciou atividade como crítico de arte em 1961. Em 1963 a Fundação Calouste Gulbenkian atribuiu-lhe o Prémio Gulbenkian de Crítica de Arte; nesse mesmo ano partiu para Paris como bolseiro dessa fundação, tendo estudado com Pierre Francastel e outros mestres de renome internacional, regressando a Portugal três anos mais tarde. Desde então desenvolveu diversas atividades de promoção e divulgação de artes plásticas, entre as quais: participação na organização de numerosas exposições de arte moderna, elaboração de catálogos, redação de prefácios e ensaios, colaboração em vários órgãos de comunicação social. Colaborou em jornais como A Capital; Expresso; Diário de Notícias; Jornal de Letras, Artes e Ideias; e em revistas da especialidade, nomeadamente: Arquitetura; Colóquio; Colóquio/Artes e  na revista Arte Opinião  (1978-1982). Manteve dois programas quinzenais na RDP (Antena 2): As Cores e as Formas (l980-89); A Dádiva das Formas (l995-2000).
Lecionou no Curso de Formação Artística da Sociedade Nacional de Belas Artes entre 1967 e 1986. Foi docente nas Escolas de Teatro e de Cinema do Conservatório Nacional de Lisboa entre 1972 e 1977. Professor Catedrático Jubilado da Faculdade de Letras da Universidade de Lisboa, onde iniciou atividade docente em 1974, no Departamento de Literaturas Românicas.

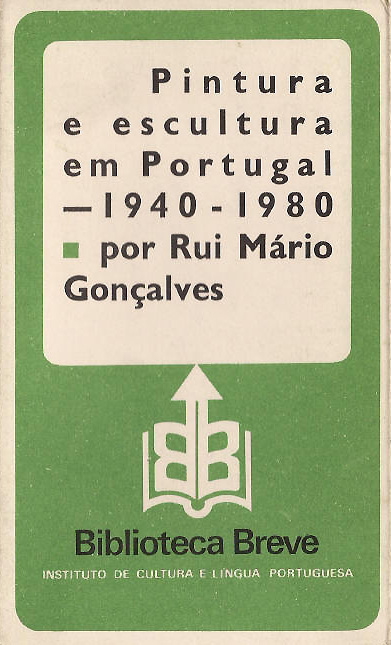

Foi membro do Conselho Técnico da Cooperativa Gravura, vice-presidente da Sociedade Nacional de Belas Artes e presidente da secção portuguesa da AICA (Associação Internacional de Críticos de Arte). No final da década de 1960 dirigiu a galeria de arte da Livraria Buchholz, Lisboa. Proferiu inúmeras palestras e conferências, dentro e fora do país; assinou trabalhos em dicionários e enciclopédias; traduziu obras de diversos historiadores de arte; foi autor de vários livros de História da Arte e de monografias sobre artistas. 
Entre as suas obras podem destacar-se: Pintura e Escultura em Portugal, l940-1980 (1980); O Imaginário da Cidade de Lisboa (1985); Dez Anos de Artes Plásticas e Arquitetura – 1974-84 (em colaboração com Francisco da Silva Dias, 1985); O Fantástico na Arte Portuguesa Contemporânea (1986); Pioneiros da Modernidade (1986); De 1945 à Atualidade (1986); Cem Pintores Portugueses do Século XX (1986); Arte Portuguesa em 1992 (1992); Arte Portuguesa nos Anos 50 (1996); O Que Há de Português na Arte Moderna Portuguesa (1998); A Arte Portuguesa do Século XX (1998); Vontade de Mudança (2004). Entre as suas monografias sobre artistas plásticos portugueses destacam-se: António Dacosta (1983), Almada Negreiros (2005), Amadeo de Souza-Cardoso (2006), Cruzeiro Seixas (2007).
Rui Mário Gonçalves tinha não apenas um vasto conhecimento mas também uma invulgar capacidade de comunicação, "uma qualidade de presença rara e entusiástica. Em público ou em privado [...] tinha um raro condão, entusiasmava-se e entusiasmava, na rua ou no café, em intermináveis conversas ao falar de pintura e de artistas, as figuras do passado [...] estavam ali connosco, [...] porque elas faziam parte do seu viver e passavam imediatamente a fazer parte do nosso".
Morreu a 2 de Maio de 2014 aos 79 anos de idade.